# Новорудська сільська рада
| Новорудська сільська рада — адміністративно-територіальна одиниця та орган місцевого самоврядування у Маневицькому районі Волинської області з адміністративним центром у с. Нова Руда. Історична дата утворення: в 1945 році. Сільській раді підпорядковані населені пункти: - с. Нова Руда - с. Градиськ - с. Набруска |

## Склад ради
Рада складається з 16 депутатів та голови.

### Керівний склад ради
| ПІБ                      | Основні відомості                                                 | Дата обрання | Дата звільнення |
| ------------------------ | ----------------------------------------------------------------- | ------------ | --------------- |
| Бабик Софія Кіндратівна  | Сільський голова, 1966 року народження, освіта, позапартійна      | 26.03.2006   | 31.10.2010      |
| Дарчук Микола Михайлович | Сільський голова, 1969 року народження, освіта вища, безпартійний | 31.10.2010   |                 |

Примітка: таблиця складена за даними джерела

## Населення
Згідно з переписом УРСР 1989 року чисельність наявного населення сільської ради становила 1127 осіб, з яких 526 чоловіків та 601 жінка.
За переписом населення України 2001 року в сільській раді мешкало 1110 осіб.

### Мова
Розподіл населення за рідною мовою за даними перепису 2001 року:
| Мова       | Відсоток |
| ---------- | -------- |
| українська | 99,64 %  |
| російська  | 0,36 %   |